# ジャーヒリーヤ
ジャーヒリーヤ（アラビア語: جَاهِلِيَّة, Jāhiliyyah/Jāhilīya(h)）とは、イスラーム以前の時代を指す、イスラームにおける伝統的、宗教的時代区分である。無明時代とも言う。
具体的にはイスラームの預言者ムハンマドによってイスラームが布教される以前の時代を指すが、大体においてはムハンマド布教以前の時期のアラブ社会とその時代を指す。
「ジャーヒリーヤ」とはアラビア語で「無知であること」「知られていない」などを意味する動詞 جَهِلَ（jahila, ジャヒラ）に由来する単語で、
具体的には「預言者ムハンマドによって唯一の神アッラーフの宗教の光明（イスラーム）がもたらされる以前の、多神教・偶像崇拝が信仰され部族間抗争が絶えず、強者が弱者を虐げ嬰児殺害や淫蕩が蔓延する無明の時代」を意味する。
一方で、アラブ的な純朴さや尚武の気風、詩の朗詠などで後代の規範ともされる時代であり、歴史的な出来事や、頻繁に繰り返されていた部族間抗争、あるいはイエメン、シリアなどのアラビア半島の周辺諸地域との紛争についての事績を記憶する過程で形成されて行ったジャーヒリーヤ文学が、初期イスラーム時代、ウマイヤ朝、アッバース朝など後続する時代の文学的精神的風土を形成した時代でもある。

## 歴史的位置づけ
ジャーヒリーヤ時代は、イスラームが登場する前段階としてその文化的素地を形成していた時代でもあるが、イスラーム時代以降に記録されるようになるジャーヒリーヤ時代のアラブの詩人たちが詩によって残した事績の多くは、おおよそ5世紀半ば以降のものを指すものが多い。
ジャーヒリーヤ時代に関する情報の多くはイスラーム時代以前にアラビア半島の各地で活躍した詩人たちが詠った詩の数々によって知られている。モチーフとなったものは、恋愛や旅、勇敢さや寛大さなどアラブの男らしさを尊ぶムルーワ（ مروءة murū'a, مروة murūwa）について扱ったものや、さらには部族間抗争など、当時のアラブ遊牧民、ベドウィンの価値観を讃美する内容であった。
これらのジャーヒリーヤ詩は後世の創作とする説も根強いが、このようなアラブ詩人たちの広範囲に渡る活躍によって、アラビア半島全体で共通語としてのアラビア語の形成が促され、アラブとしての一体感が強められたと言われている。
後述するラフム朝やガッサーン朝などのアラブ地方王朝の宮廷や部族の根拠地では秀でた詩人の保護に積極的であったため、イスラーム時代に入ってアラビア語による文学が書写され始めると、伝承や詩文などを通じてこれらの王朝の歴史も記録されるようになった。

## ジャーヒリーヤ時代の政治情勢

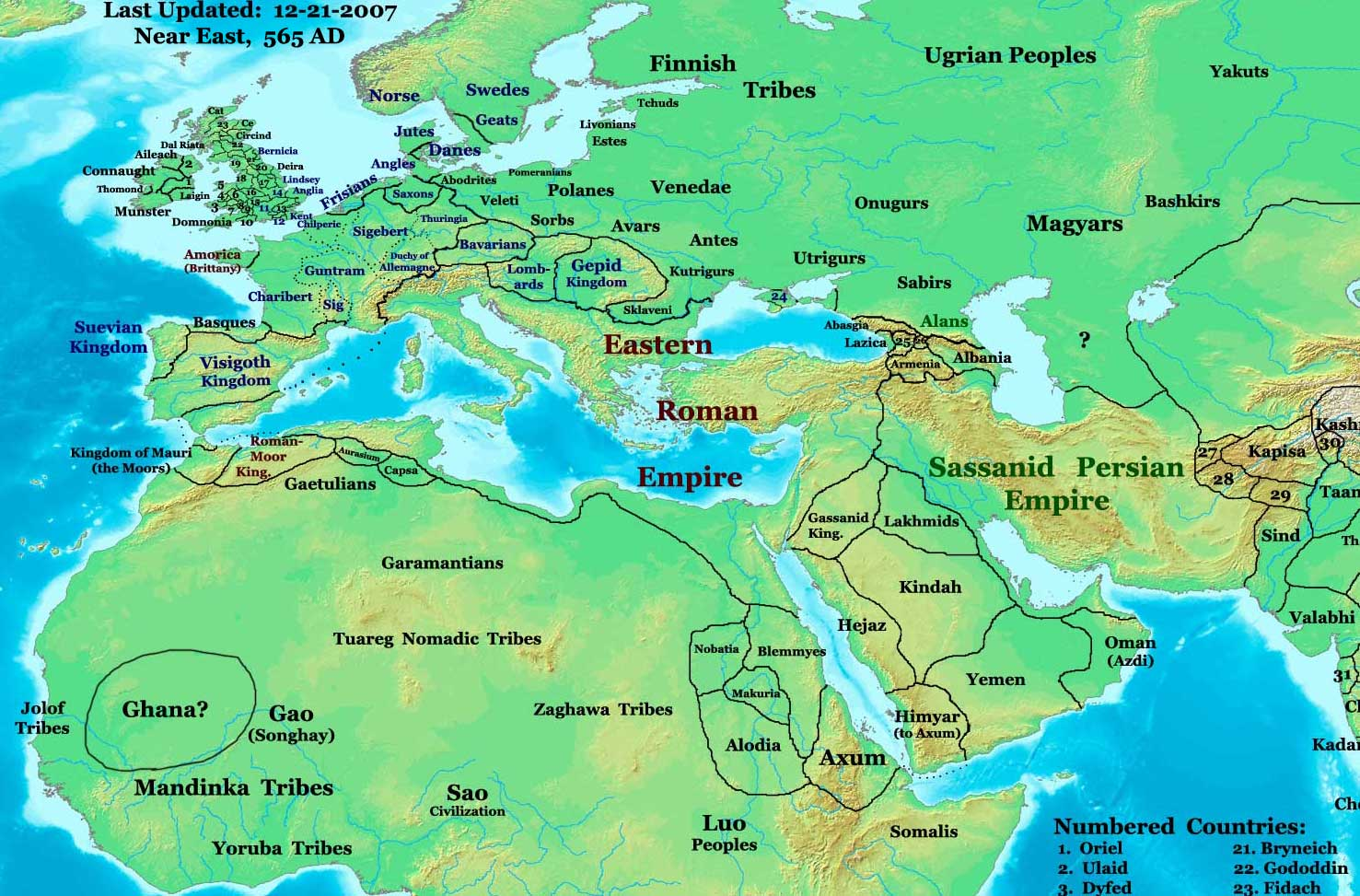
565年の勢力図

ムハンマドによるイスラーム共同体が確立される以前、アラビア半島には半島全域を統治する政治権力は存在していなかった。半島南西部（現イエメン）ではヒムヤル王国が成立し、早くからユダヤ教やキリスト教が浸透し、紅海対岸に隣接するエチオピアのアクスム王国やエジプト、東ローマ帝国やサーサーン朝との国際的な影響を受けた。
特に6世紀には、ズー＝ヌワースがヒムヤル王国の（最後の）王となりユダヤ教を国教として政治的に対立していた国内のキリスト教徒の部族勢力を弾圧したことで、エチオピア軍の侵攻と占領を招いた。さらにエチオピア軍による支配に反抗するイエメンの国内勢力がサーサーン朝の軍を招き入れてこれを排除するなど、支配者の交替がめまぐるしく続いた。
また、ペルシア湾岸やシリア、イラク方面ではキリスト教徒のアラブ部族が多かった。4-6世紀当時アラビア半島で代表的な勢力は、イラク南部のヒーラを拠点としたラフム朝、シリア中南部ゴラン高原のジャービヤ（Jabiyah）を拠点としたガッサーン朝、そしてアラビア半島中央部のナジュド地方を拠点としたキンダ朝などである。
また、半島西部の紅海沿岸地域、ヒジャーズ地方では大小のオアシス都市が紀元前から形成されていたが、メッカやのちのメディナであるヤスリブなどの諸都市は、これらの諸王朝とは同盟関係を結ぶなどして独立しており、都市の内外では独自に部族社会を形成していた。メッカのような部族的紐帯が強い都市や地域では、王のようなものがおらず、メッカではクライシュ族の代表者や長老たちが合議によって政治的な決定行っていた。
アラビア半島は陸路での交易が活発であった。アラブの諸部族はラクダや馬の隊商を組んでシリアやイラク、あるいはエチオピアやエジプトなど周辺諸地域への交易に積極的であり、メッカなどの拠点的な巡礼地では巡礼による多大な収益も得ていた。またヒジャーズ地方のような都市部やイエメンのような耕地が恵まれた地域などでは交易の他にナツメヤシ畑が開拓され、またイエメンでは5世紀頃から銀山開発のためにサーサーン朝からペルシア人の入植があった。そして、アラビア半島は商業で栄え古代から定期市も沢山あった。
アラビア半島東部はディルムン文明が栄えた。

## 宗教的風土
7世紀頃まで、ヒジャーズ周辺やイエメンなどではユダヤ教やキリスト教を信奉するアラブ人や部族が多数あったが、この時代のアラブ社会では、なおもフバルやウッザー、アッラート、マナートに代表されるアラビア神話の偶像崇拝や多神教が一般的であり、部族ごとに信仰する神々の像や祠が営まれ、半島各地に点在していた。
これらの神々の託宣を行うカーヒン（巫者）や占星術師たちも多くおり、アラブの諸部族はこれらの祠や巡礼地を後援し、管理する部族、氏族がいた。さらには聖地への巡礼などではそれらの地域を支配する部族によって経済的・社会的な地位を得ていた。
イスラーム以前のメッカ周辺ではアラブの諸部族でおのおの信仰する神を崇めていた。例えばメッカの場合、イブン・イスハークの『預言者ムハンマド伝（Sīrat al-Rasūl Allāh）』やタバリーの『諸使徒と諸王の歴史』などによると、クライシュ族はカアバ内部の井戸のそばにあったフバル（Hubal）を祀っていたことが知られている。ザムザムの井戸の側にはイサーフ（Isāf）とナーイラ（Nā'ila）という像があり、犠牲を捧げていたという。
ナフラにはクライシュ族とキナーナ族が崇めていたウッザー（al-`Uzzā）が祀られていた。アウス族やハズラジュ族などには海岸部のクダイトの地にマナート（Manāt）があり、サキーフ族にはターイフにアッラート（al-Lāt）を祀っていた。現在の半島北部のジャウフ州にはカルブ族がワッド（Wadd/Wudd）を祀り、イエメンのハムダーン族の一部はハムダーンにヤウーク（Ya`ūq）を祀り、ヒムヤル族の一部もヒムヤルの地にナスル（Nasr）を祀り、という具合に、それぞれに守護する神々がおり、またその祠を管理する部族や氏族がいた。
メッカのカアバは、遠く人類の始祖アーダム（アダム）に由来するとも伝えられているが、イブラーヒーム（アブラハム）が建立し、アラブ族の始祖イスマーイール（イシュマエル）とその子孫によって代々管理されて来た、という伝承を持っていた。伝承によると、ムハンマドの6世の父祖クサイイの時代にメッカの支配権とカアバの管理権をクライシュ族が掌握し、代々クライシュの一門の当主たちが合議によって統治と管理がされて来たという。
特にカアバへの巡礼者の飲食と宿泊所を振る舞うことがクライシュ族の美徳として重んじられていたという。また、ムハンマドの時代にはカアバの建物の中には360個の神の偶像が祀られていたという。カアバの管理はクライシュ族のアッラーフもアラブのパンテオンの一角を占める重要な神であったが、ムハンマドはこれを唯一の神とし、他を神として実在しないものとして排斥したことが、当時のアラブの信仰において大きな特徴であった。
イブン・イスハークなどが記録するイスラームの伝承によれば、イブラーヒームやイスマーイールが礼拝を行っていた時代は偶像は用いられていなかったが、後世になって巡礼によって聖域を敬う気持ちから、聖域の石等を持ち帰りその石などを代わりに巡って崇拝の対象とするようになったため、アラブに偶像崇拝が生じた、という説話が伝えられている。
また、イスマーイールの16世の子孫アムル・ブン・ルアイイが、イスマーイールの宗教を歪め偶像を祀るようになった、という話を預言者ムハンマドがしたというハディースも伝えられている。
また、暦についても、現在のヒジュラ暦は1年を355日とする完全な太陰暦であるが、ジャーヒリーヤ時代は暦調整人ナサア（النسأة al-Nasa'a ）によって閏月を設けるなどして太陽暦との調整が行われていた。巡礼時期の前後に神聖月を設けたり、3年に1度くらいの割合で1年を13ヶ月にしたりする役目を担っており、アラブ社会での地位が高かった。このナサアの制度はムハンマドがイスラームの体制を確立すると廃止された。

## ジャーヒリーヤ時代のアラビア半島の神々[1]

### 南部アラビア半島

#### アルマカフ
サバア王国の国家神。モチーフはウシからブドウへと時代とともに変遷し、ディオニソス信仰とのかかわりが指摘される。3世紀ごろより一神教的な性格を持つようになった。

#### ワッド
マイーン王国の国家神。ヘビをモチーフとする。

#### アンム
カタバーン王国の国家神。ウシをモチーフとする。

#### サイーン（サビーン）
ハドラマウト王国の国家神。かつてメソポタミアの月神シンとのかかわりが指摘されていたが、古代南アラビア語音韻学の発展により否定された。ワシをモチーフとする。

#### タアラブ
高地諸部族の神。アイベックスをモチーフとする。青銅を用いて人間の右手を象り、それをタアラブに奉献する風習があった。

#### アスタル
アイベックスをモチーフとする。サバア王国ではアスタルのための狩猟の儀式が行われた。

#### シャムス
「ファナアートの主」。カタバーン王国でシャムスのための狩猟の儀式が行われた。

#### その他
ハウバス、ザート・ヒムヤーム女神、ザート・バアダヌム（バアダン）女神、ザート・バスル女神、ナウサムマイーンのヤシッルのナクラフ、ハルファーン、マタブナティヤーン、ヤダアスムフ、マダフウ、ナブアル、アランヤダアなどの神々の名前が知られている。

### 北西アラビア半島

#### フバル（英語版）
預言者ムハンマドの属したクライシュ族などが信仰し、かつてカアバ神殿の最高神であった神。右手が欠損しており黄金の手で置き換えられているとされる。米国最大のキリスト教宗派である福音派などの団体では、イスラームはフバル信仰が一神教化したものと主張することがある。

#### サルム
オアシス都市タイマーの神。翼のある日輪やウシのモチーフとともに名前が刻されることが多く、エジプトのアピス神の影響が認められる。

#### シャンガラーとアシマー
シリア起源の女神とされる。

#### ズー・ガバート
ディーダーン、リフヤーン両王国で最も信仰された。フライバ、ウンム・ダラジュ山、ダナムに神殿があり聖域とされた。

#### アッラート、アル・ウッザー、マナート
ナバテア人やディーダーン、リフヤーンの人々など、アラブの間で広く信仰された三女神。メッカでは『アッラーの3人の娘』と呼ばれた。

#### ドゥシャラ
「シャラ山のお方」の意。ナバテア人の主神。

#### クトゥバー、カウム
ナバテア人独自の神。ヘレニズムの影響により、クトゥバーはヘルメス/メルクリウス、カウムはアレス/マルスと同一視されるようになった。

#### カーヒル
カルヤト・アルファーウで信仰された神。

### 砂漠の交易路上の碑文に見られる神々

#### サマウ
南アラビアのジャウフ地方で盛んに信仰されたズー・サマーウィーと同一の神である可能性がある。

#### サアド
『偶像の書』によると、ジュッダとその近辺の神。

#### ヤグース
『偶像の書』によると、北アラブ系のマズヒジュ族と、アスィール地方高地の町ジュラシュで信仰されていた。

#### その他
北アラビアの王ハザイルがアッシリア王エサルハドンに征服された際、アスタルサマイン（天のアスタル？=アスタルサム）、ダイ、ヌハイ、ルルダイウ（＝ルダー？）、アビリッル、アタルクルマという神々の像に対し、アッシリアの神アッシュールを賛美する碑文が刻まれた。

### 唯一神
アラビア半島において、多神教信仰が盛んであったのは4世紀までであり、5世紀以降の考古学的遺物のほぼすべてを一神教のものが占めている。

#### 「天の主」
エホバやアッラーとは別系統の唯一神。
パルミラの主神バアルシャミン、ズー・サマーウィー、アッラーはいずれも複数形の『天』で形容されるが、この神は単数形の『天』である。

#### 「ユダヤ教徒の主（エホバ）」
ユダヤ教においては神の名をみだりに呼ぶことが避けられたが、他の神との識別のため、信者自身が「ユダヤ教徒の主」と呼ぶこともあった。「主」が現在のアッラーの９９の美名のひとつ「ラフマナーン /ラフマーン（慈悲深きお方）」で呼称されていたことなど、ユダヤ教がイスラーム（アッラー信仰）に習合された痕跡が残されている。

#### アッラー
アッラーは預言者ムハンマドにより創出された神ではなく、「啓示」以前よりアッラー信仰が存在していたことが碑文に残されている。またムハンマド自身やその父アブドゥッラー（「アッラーの僕」の意）もその信者の一人であったことがクルアーンに示されている。4世紀にはすでにユダヤ教やキリスト教も深く浸透しており、ムハンマドの親族にもキリスト教徒がいた。

## 「現代のジャーヒリーヤ」・ジャーヒリーヤ論
ムスリム同胞団のイスラム原理主義活動家サイイド・クトゥブは、1964年に出版された著書「道標」（en）の中で「ジャーヒリーヤ論」を展開している。
この中で、彼は当時の世界を「真のイスラーム社会」と「ジャーヒリーヤ社会」に区分し、前者を「信仰、法律、儀礼がイスラーム法への完全な隷属関係にある社会」、後者を「共産主義社会（ソ連、中国など）、異教社会（日本、インドなど）、ユダヤ教・キリスト教社会（欧米、イスラエルなど）、およびイスラームを自称する（実は専制支配の）社会」と述べた。
「自称イスラーム社会」については、当時のエジプト政府を念頭に置いたものと見られるが、同書は「イスラーム社会以外の社会は、すべてジャーヒリーヤ社会である」と指摘している。この考え方に従えば、民主主義国はもちろんムスリムが国民の多くをしめる国やイスラーム共和国であっても、イスラーム法を完全に施行していない社会はすべてジャーヒリーヤ社会であり、つまり全世界はジャーヒリーヤに覆われていることになる。この理論はアブル・アラー・マウドゥーディー（en）の影響を受けたものであった。 このジャーヒリーヤ論は当然のごとくエジプト当局から警戒され、またシャリーアの権威たるアル＝アズハル大学からも非難を受けた。
ジハード団のムハンマド･ファラジュはジャーヒリーヤ論をさらに押し進め、パンフレット" الفريضة الغائبة "（英語: neglected obligation）で"Islamic-fascism"と呼ばれる理論を展開し、その後多くのイスラム過激派（原理主義）に受けつがれ、これら原理主義過激派を理論面で支える柱の一つになった。